# Pływanie na Letnich Igrzyskach Olimpijskich 1968 – 4 × 100 m stylem dowolnym mężczyzn
Sztafeta 4 × 100 m stylem dowolnym mężczyzn – jedna z konkurencji pływackich rozgrywanych podczas XIX Igrzysk Olimpijskich w Meksyku. Eliminacje i finał odbyły się 17 października 1968 roku.
Mistrzami olimpijskimi zostali Amerykanie. Sztafeta w składzie: Zachary Zorn (53,4), Stephen Rerych (52,8), Mark Spitz (52,7) i Kenneth Walsh (52,8) czasem 3:31,7 ustanowiła nowy rekord świata. Srebrny medal zdobyli reprezentanci ZSRR (3:34,2). Brąz, z czasem 3:34,7 wywalczyli Australijczycy.

## Rekordy
Przed zawodami rekord świata i rekord olimpijski wyglądały następująco:
| Rekord            | Reprezentacja                                                                                              | Czas   | Miejsce    | Data                 |       |
| ----------------- | --- | ------ | ---------- | -------------------- | ----- |
| Rekord świata     | Stany Zjednoczone · Don Schollander · Kenneth Walsh · Stephen Rerych · Zachary Zorn                        | 3:32,5 | Long Beach | 3 września 1968      | [ 1 ] |
| Rekord olimpijski | Stany Zjednoczone · Stephen Clark (52,9) · Mike Austin (53,9) · Gary Ilman (53,4) · Don Schollander (53,0) | 3:33,2 | Tokio      | 14 października 1964 | [ 2 ] |

W trakcie zawodów ustanowiono następujące rekordy:
| Data            | Etap konkurencji | Reprezentacja                                                                                              | Czas   | Rekord |
| --------------- | ---------------- | --- | ------ | ------ |
| 17 października | finał            | Stany Zjednoczone · Zachary Zorn (53,4) · Stephen Rerych (52,8) · Mark Spitz (52,7) · Kenneth Walsh (52,8) | 3:31,7 | WR     |

## Wyniki

### Eliminacje
| Miejsce | Wyścig | Państwo           | Zawodnicy                                                                                        | Czas   | Uwagi |
| ------- | ------ | ----------------- | ------------------------------------------------------------------------------------------------ | ------ | ----- |
| 1.      | 2      | Stany Zjednoczone | William Johnson (54,5) David Johnson (53,1) Michael Wall (54,0) Don Schollander (53,8)           | 3:35,4 | Q     |
| 2.      | 1      | ZSRR              | Leonid Iljiczow (54,4) Siergiej Gusiew (54,7) Wiktor Mazanow (54,6) Siemion Belitz-Geiman (54,1) | 3:37,8 | Q     |
| 3.      | 2      | Australia         | Greg Rogers (55,3) Robert Cusack (55,7) Bob Windle (53,9) Michael Wenden (53,1)                  | 3:38,0 | Q     |
| 4.      | 2      | RFN               | Peter Schorning (55,1) Wolfgang Kremer (54,8) Olaf von Scholing (54,9) Hans Fassnacht (55,4)     | 3:40,2 | Q     |
| 5.      | 1      | Kanada            | Glen Finch (57,5) George Smith (53,2) Ralph Hutton (54,8) Sandy Gilchrist (54,8)                 | 3:40,3 | Q     |
| 6.      | 1      | Wielka Brytania   | Mike Turner (55,5) Bob McGregor (55,0) David Hembrow (55,8) Tony Jarvis (54,1)                   | 3:40,4 | Q     |
| 7.      | 2      | NRD               | Frank Wiegand (55,4) Horst-Günter Gregor (54,4) Udo Poser (55,0) Lothar Gericke (55,7)           | 3:40,5 | Q     |
| 8.      | 1      | Japonia           | Kunihiro Iwasaki (55,8) Masayuki Osawa (54,5) Satoru Nakano (55,9) Teruhiko Kitani (55,6)        | 3:41,8 | Q     |
| 9.      | 2      | Węgry             | Péter Lázár (56,0) István Szentirmay (56,0) Csaba Csatlós (55,9) Gábor Kucsera (54,5)            | 3:42,4 |       |
| 10.     | 1      | Hiszpania         | José Chicoy (55,1) Juan Fortuny (56,3) Juan Martínez (56,2) Diego Martel (55,1)                  | 3:42,7 |       |
| 11.     | 1      | Szwecja           | Lester Eriksson (55,7) Ingvar Eriksson (55,9) Bo Westergren (56,1) Gunnar Larsson (56,2)         | 3:43,9 |       |
| 12.     | 2      | Meksyk            | Salvador Ruíz (57,1) Mario Santibáñez (55,7) Eduardo Alanís (57,8) Rafaél Cal (55,5)             | 3:46,1 |       |
| 13.     | 2      | Portoryko         | Jorge González (55,0) Michael Goodner (1:00,4) Gary Goodner (55,6) José Ferraioli (56,0)         | 3:47,0 |       |
| 14.     | 2      | Filipiny          | Roosevelt Abdulgafur (59,7) Alman Jaamani (54,8) Tony Asamali (57,9) Luis Ayesa (55,4)           | 3:47,8 |       |
| 15.     | 1      | Kolumbia          | Julio Arango (56,0) Tomas Becerra (59,7) Federico Sicard (58,8) Ricardo González (57,0)          | 3:51,5 |       |
| 16.     | 1      | Salwador          | Salvador Vilanova (55,9) Rubén Guerrero (1:05,9) José Alvarado (1:02,4) Ernesto Durón (1:04,1)   | 4:08,3 |       |

### Finał
| Miejsce | Państwo           | Zawodnicy                                                                                        | Czas   | Uwagi |
| ------- | ----------------- | ------------------------------------------------------------------------------------------------ | ------ | ----- |
| 1. !    | Stany Zjednoczone | Zachary Zorn (53,4) Stephen Rerych (52,8) Mark Spitz (52,7) Kenneth Walsh (52,8)                 | 3:31,7 | WR    |
| 2. !    | ZSRR              | Siemion Belitz-Geiman (54,7) Wiktor Mazanow (54,0) Georgij Kulikow (52,9) Leonid Iljiczow (52,6) | 3:34,2 |       |
| 3. !    | Australia         | Greg Rogers (55,2) Robert Cusack (54,1) Bob Windle (53,7) Michael Wenden (51,7)                  | 3:34,7 |       |
| 4.      | Wielka Brytania   | Mike Turner (55,5) Bob McGregor (54,2) David Hembrow (55,4) Tony Jarvis (53,3)                   | 3:38,4 |       |
| 5.      | NRD               | Frank Wiegand (54,3) Horst-Günter Gregor (54,3) Udo Poser (55,4) Lothar Gericke (54,8)           | 3:38,8 |       |
| 6.      | RFN               | Peter Schorning (54,5) Wolfgang Kremer (55,2) Olaf von Scholing (54,7) Hans Fassnacht (54,6)     | 3:39,0 |       |
| 7.      | Kanada            | Glen Finch (55,3) George Smith (55,3) Ralph Hutton (54,2) Sandy Gildchrist (54,4)                | 3:39,2 |       |
| 8.      | Japonia           | Kunihiro Iwasaki (55,3) Masayuki Osawa (55,4) Satoru Nakano (55,9) Teruhiko Kitani (54,9)        | 3:41,5 |       |